# Brazieria erasa
Brazieria erasa é uma espécie de gastrópode  da família Zonitidae.
É endémica da Micronésia.